# Mladějovice
Mladějovice (německy Bladowitz) jsou obec v okrese Olomouc v Olomouckém kraji. Leží na Hané, asi pět kilometrů severozápadně od Šternberka. Žije zde 729 obyvatel.

## Název
Na vesnici bylo přeneseno původní pojmenování jejích obyvatel Mladějovici (přímo takto písemně doložené), které bylo odvozeno od osobního jména Mladěj a znamenalo „Mladějovi lidé“. Je doložena též podoba Mladíkovice (1320). Německé jméno vzniklo z českého.

## Historie
První písemná zmínka o obci pochází z roku 1141 (Mladeiouici), kdy patřila olomoucké kapitule. Později olomouckému biskupství a od poloviny 15. století byla součástí šternberského panství. Se vznikem obecních samospráv v roce 1850 se stala samostatnou obcí v politickém a soudním okrese Šternberk. Šlo o typickou zemědělskou obec, fungoval zde ale také např. Heinrichův mlýn, v okolí se nacházel důl na železnou rudu a několik velkých rybníků, které byly vysušeny roku 1868. Celou obec tehdy tvořilo několik částí a samot, např. Dolní Mladějovice, Horní kolonie, Harta, Bouda nebo Rybárna. Původně česká ves se v 17. století poněmčila, po roce 1938 se stala součástí Sudet a po roce 1945 byli původní obyvatelé odsunuti. Od roku 1961 byly součástí Mladějovic dnes samostatné obce Komárov a Řídeč.

## Obyvatelstvo
| Rok            | 1869 | 1880 | 1890 | 1900 | 1910 | 1921 | 1930 | 1950 | 1961 | 1970 | 1980 | 1991 | 2001 | 2011 | 2021 |
| -------------- | ---- | ---- | ---- | ---- | ---- | ---- | ---- | ---- | ---- | ---- | ---- | ---- | ---- | ---- | ---- |
| Počet obyvatel | 518  | 551  | 534  | 529  | 560  | 583  | 748  | 550  | 612  | 588  | 622  | 620  | 631  | 681  | 674  |
| Počet domů     | 73   | 79   | 82   | 86   | 87   | 89   | 123  | 132  | 120  | 130  | 150  | 148  | 159  | 180  | 189  |

## Obecní správa
Mezi lety 1869–1979 Mladějovice byly obcí v okrese Šternberk (1880–1950) a později v okrese Olomouc. Od 1. července 1979 do 23. listopadu 1990 patřily jako část města k Šternberku a od 24. listopadu 1990 jsou opět samostatnou obcí.

### Obecní symboly
Znak a vlajka byly obci uděleny rozhodnutím předsedy Poslanecké sněmovny Parlamentu České republiky dne 7. října 2003.

## Pamětihodnosti
- farní kostel svaté Maří Magdaleny z roku 1791
- křížová cesta
- mariánský sloup z roku 1833
- několik kapliček a křížů
- památná lípa

## Galerie

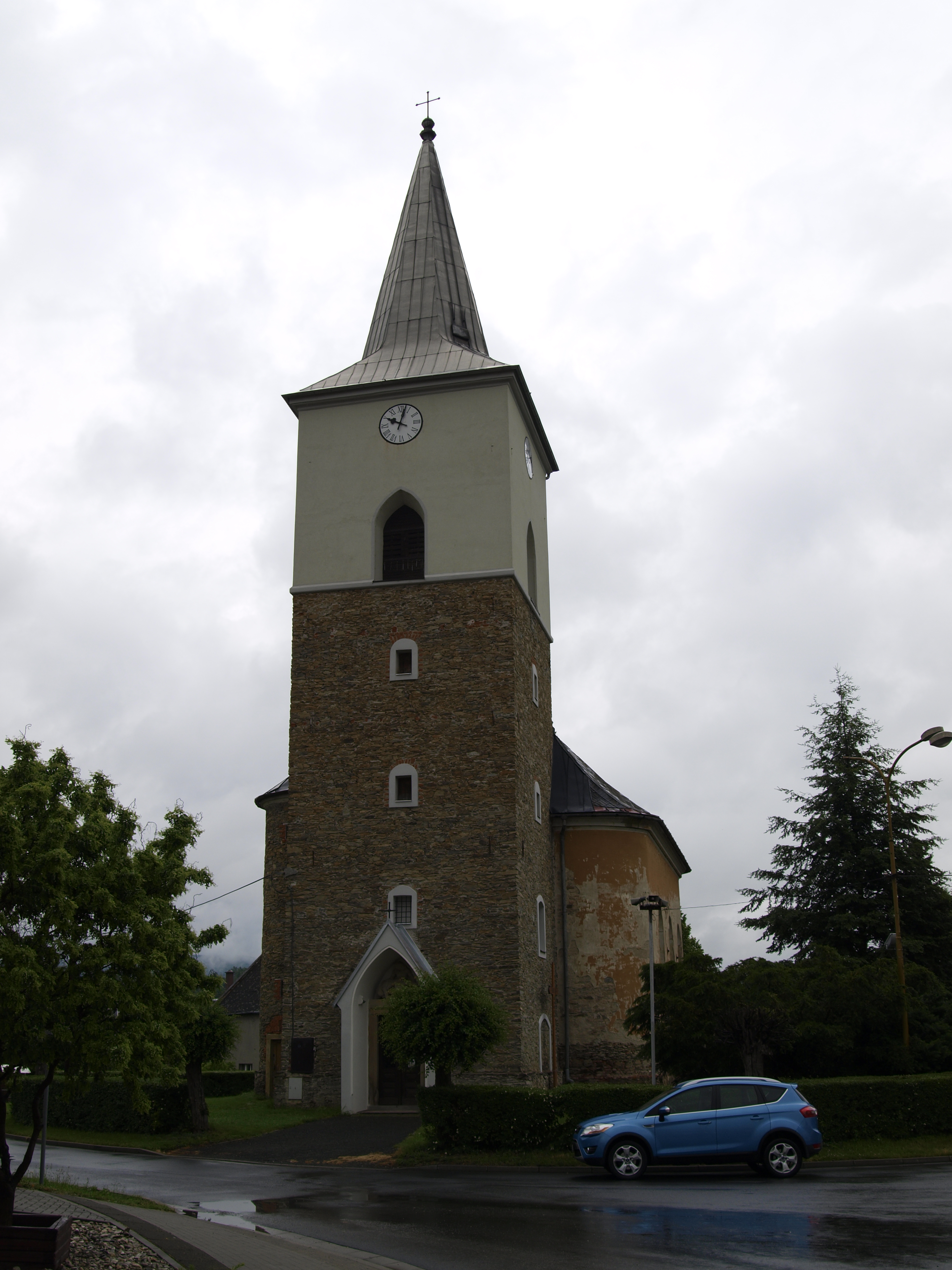
Kostel svaté Maří Magdaleny
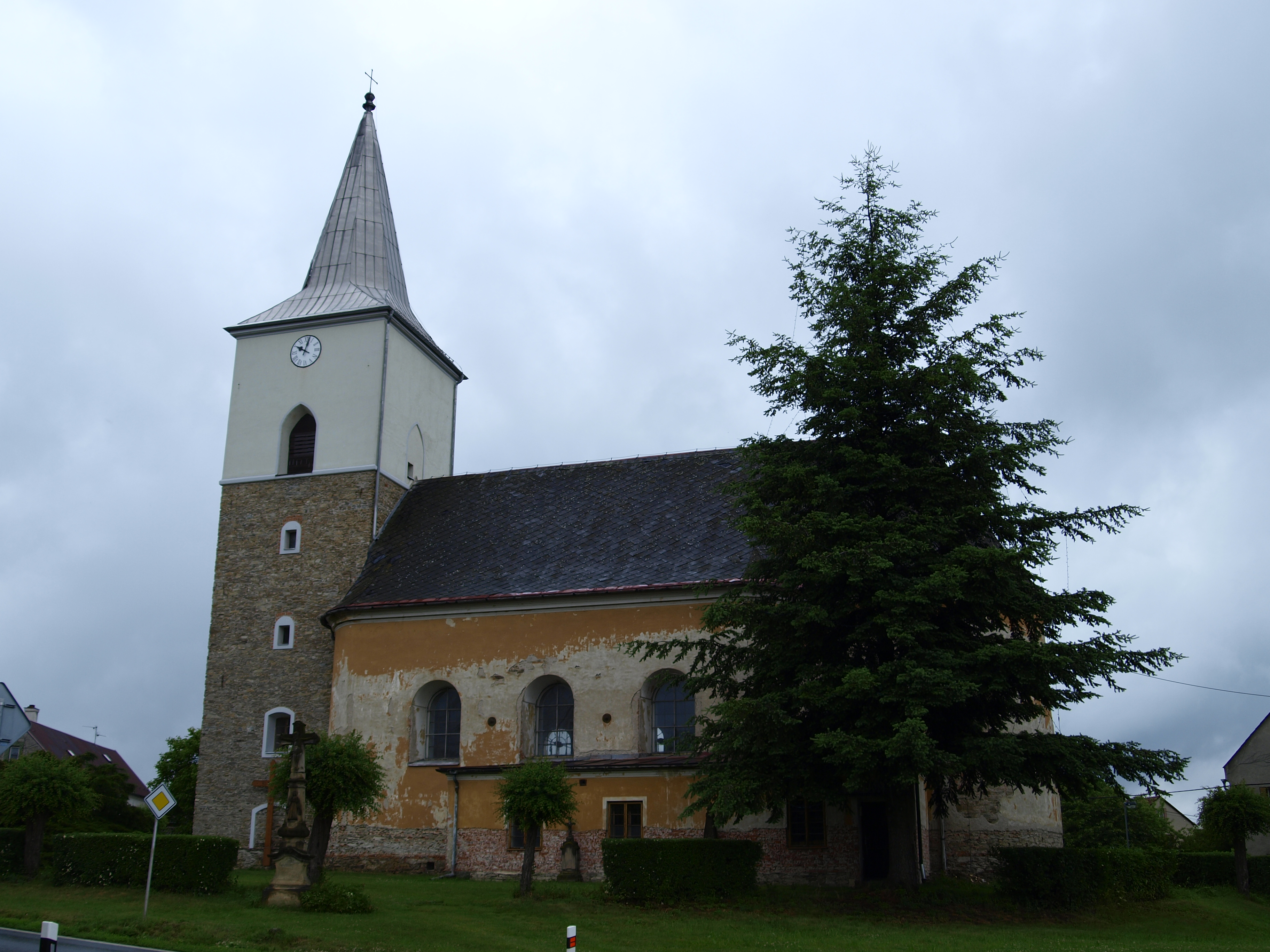
Kostel svaté Maří Magdaleny
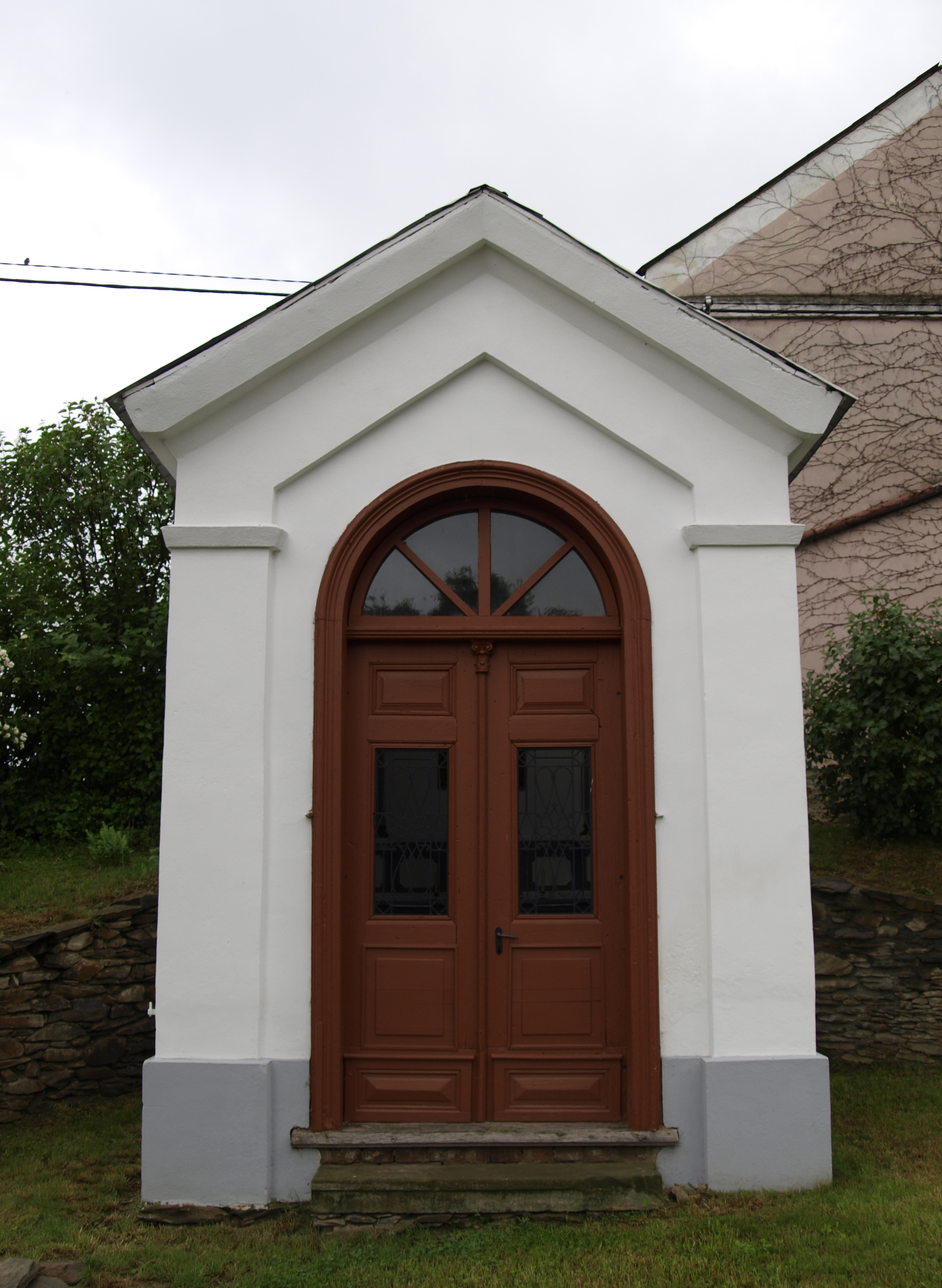
Kaple